# Андронов, Леонид Петрович
Леони́д Петро́вич Андро́нов (28 августа 1928—6 декабря 1994) — учёный, инженер морского флота, педагог.

## Биография
Л. П. Андронов родился в селе Каргашино Зубово-Полянского района Мордовской АССР в семье лесничего Петра Васильевича Андронова и учительницы Марии Сергеевны Андроновой. В 1945 году поступил на судоводительский факультет Одесского высшего мореходного училища, который окончил с отличием в 1951 г. В 1951—1954 г.г. учился в аспирантуре Одесского института инженеров морского флота (ОИИМФ) под руководством зав. кафедрой организации морских перевозок профессора В. И. Сухоцкого, по окончании защитил диссертацию «Тепло-влажностные и вентиляционные режимы трюмов сухогрузных судов и пути обеспечения сохранности перевозимых морских грузов» (ОИИМФ, 1954, 187 с.).
В 1954—1974 г.г. — ассистент, старший преподаватель и доцент кафедры организации грузовых работ Одесского института инженеров морского флота (ОИИМФ), активно участвующий в подготовке кадров, научной работе и общественной жизни. В 1974—1986 г.г. работал старшим научным сотрудником, начальником сектора, зав. отделом технологии перевозки опасных грузов Черноморского филиала Центрального научно-исследовательского института Морского флота (ЧФ ЦНИИМФ).
В 1963—1975 г.г. — руководитель делегаций СССР в Подкомитет по опасным грузам Комитета по безопасности на море (КБМ) Международной морской организации (ИМО) (Лондон, Англия).
В 1963—1972 г.г. — руководитель делегаций СССР на Совместных совещаниях, проводимых под эгидой Комитета по внутреннему транспорту Европейской экономической комиссии (ЕЭК) ООН (Берн, Женева, Швейцария).
В 1972—1985 г.г. — зам. председателя, председатель группы экспертов СССР в Комитете экспертов по транспортировке опасных грузов Экономического и Социального Совета (ЭКОСОС) ООН, (Женева, Швейцария).
В 1988 г. вышел на персональную пенсию и продолжал на работать в пожарно-технической части ВОХР Черноморского морского пароходства. Закончил жизнь в 1994 г. старшим научным сотрудником научно-исследовательского сектора ОИИМФ.

## Признание и награды
Благодаря этим и другим работам, ОИИМФ становится головным учреждением в СССР по правилам перевозки опасных грузов и получает известность в мире. До сих пор на имя Л. П. Андронова для ОИИМФ приходят публикации IMO (Международной морской организации), оплачиваемые IMO, как дань уважения активно работавшему ученому.
Л. П. Андронов награждён медалями «За трудовое отличие» (1970), «Ветеран труда СССР» (1988). Почетный работник морского
транспорта (с 1978 г.).

## Труды
Автор монографий «Складские и стивидорные работы» (М., «Морской транспорт», 1962), «Перевозка опасных
грузов морем» (М., «Транспорт», 1971). Автор учебника для вузов «Грузоведение и стивидорные операции» (1966, 1974, 1975). Этот учебник также был издан трижды на испанском языке (М., «Мир») для студентов Кубы и других стран Латинской Америки. Соавтор учебника «Морское судовождение» (под ред. Г. Г. Ермолаева, М., Транспорт, 3 издания). Автор около 200 научных статей,
научно-исследовательских отчетов, советских предложений в ИМКО, в Комитет экспертов ООН, 3 государственных стандартов, в том числе: ГОСТ 19433—88 «Грузы опасные. Классификация и маркировка», ГОСТ 26319—84 «Грузы опасные. Упаковка», соавтор «Правил морской перевозки опасных грузов — МОПОГ» (1963—1965 гг.), европейских «Правил перевозки опасных грузов по внутренним водным путям» (ВОПОГ), «Европейского соглашения о международной дорожной перевозке опасных грузов»(ДОПОГ), Рекомендаций ООН по перевозке опасных грузов.